# Johannesskolen (Frederiksberg)
 For alternative betydninger, se Johannesskolen. (Se også artikler, som begynder med Johannesskolen)
Johannesskolen er en privatskole på Frederiksberg med børnehaveklasse og grundskole.
Fokus er på undervisning af høj faglig kvalitet, der understøtter elevens personlige og sociale udvikling fra børnehaveklasse til 9. klasse. Afgangskarakter-gennemsnittet var i skoleåret 2020/2021 på 9,5.
Skolen har siden 1981 ligget på Troels-Lunds Vej ved siden af Søndermarkskolen. Pr. 2022 er der ca. 800 elever samt 130 medarbejdere.

## Historie
Skolen blev oprindeligt oprettet i 1910 som en selvejende institution af Den Kristelige Skoleforening. Fra 1918 er skolen drevet på et folkekirkeligt grundlag uden tilknytning til nogen bestemt kirkelig retning. I 1922 fik skolen eksamensret til studentereksamen. Skolen blev oprindeligt drevet fra en gammel villa på H.C. Ørstedsvej 29. Fra 1918 til 1981 lå den på Vodroffsvej.
Under rektor Inger Bek (1984-2000) steg elevtallet til ca. 800 elever og som følge af behovet for mere plads blev der i år 2000 opført en ekstra bygning, der nu benyttes af indskolingen.
Indtil 2020 inkluderede skolen også et gymnasium, men dette blev nedlagt grundet det relativt lave elevtal.

## Rektorer
- 1911-1949: Cand. theol. Christian Christensen (1878-1966)
- 1949-1966: Christian Rebild
- 1966-1977: Christian Graversen
- 1977-1984: Jens Winther
- 1984-2000: Inger Bek
- 2001-2022: Bente Aaby Christensen
- 1. maj 2022-: Simon Mosekjær[5]

## Notable studenter fra Johannesskolen
- 1930: Sam Besekow[6]
- 1931: Svend Pedersen[kilde mangler]
- 1963: Hanne Severinsen[7]
- Silas Holst[kilde mangler]
- Sofie Gråbøl[8]
- 1978: Jakob Brønnum[kilde mangler]
- 1981: Benn Quist Holm[kilde mangler]
- Adrian Hughes[9]
- Frederik Thaae[10]
- Nicolai Seebach[kilde mangler]
- Andreas Cornelius[kilde mangler]
- Rasmus Seebach[kilde mangler]
- Christiane Schamburg-Müller[kilde mangler]